# شائستة خانم
شائستة خانم هي زوجة السلطان العثماني عبد المجيد الأول. وُلدت في 1836 في سوخومي، وتوفيت في 11 فبراير 1912 في إسطنبول.

## الأبناء
- نائلة سلطان